# Piedra biała
Piedra biała (łac. tinea blanca) – grzybica powierzchowna włosów, zwykle powodowana przez grzyby z gatunku Trichosporon ovoides oraz Trichosporon inkin, najczęściej występująca w strefie równikowej oraz podrównikowej. 

## Historia
Pierwszy opis drobnoustroju powodującego białą piedrę pochodzi z 1867 roku, błędnie wtedy zidentyfikowanego jako glon z gatunku Pleirococcus beigelli. 

## Etiologia
Piedra biała głowy najczęściej powodowana jest przez grzyby z gatunku Trichosporon ovoides, natomiast piedra biała owłosienia łonowego przez Trichosporon inkin. Gustav Behrend w 1890 roku utworzył nazwę gatunku z dwóch greckich słów trichos – włosy oraz sporon – zarodniki. 

## Epidemiologia
Choroba występuje przede wszystkim w strefie równikowej oraz podrównikowej, najczęściej w Ameryce Południowej, Afryce oraz Azji, natomiast rzadziej w Europie i Ameryce Północnej. Zmiany grzybicze włosów głowy najczęściej występują u dzieci w wieku 2–6 lat, natomiast owłosienia łonowego u dorosłych mężczyzn o orientacji homoseksualnej.

## Obraz kliniczny
Grzybica najczęściej lokalizuje się w owłosieniu okolicy odbytu i narządów płciowych, zaroście, dołu pachowego, natomiast rzadziej na głowie. Na włosach wyrastających z niezmienionej skóry (niekiedy występuje rumień), pojawiają się miękkie białawe lub jasnobrązowe grudki, łatwo oddzielające się od łodygi włosa. Włosy stają się kruche i delikatne, ponieważ wzrost grzyba odbywa się zarówno wewnątrz, jak i na zewnątrz włosa.

## Rozpoznanie
Złotym standardem jest ocena mikroskopowa preparatów bezpośrednich pobranych od pacjenta, posiew z mikroskopową i makroskopową oceną wyhodowanej grzybni oraz własności biochemicznych. W przypadku braku możliwości wykonania tych badań pomocna w rozpoznaniu może być dermatoskopia. 

## Leczenie
Najskuteczniejszą metodą leczniczą jest całkowite ogolenie zakażonych włosów, w przypadku braku takiej możliwości można zastosować systemowo leki przeciwgrzybicze. Trichosporon sp. wykazuje na nie małą wrażliwość, jednakże istnieją doniesienia o skutecznym leczeniu piedry białej głowy itrakonazolem. Leczenie miejscowe jest mało skuteczne.

## Rokowanie
Choroba przebiega łagodnie i nie wywołuje ogólnostrojowych objawów. Wyleczenie w przypadku ogolenia zakażonego owłosienia jest całkowite, natomiast w przypadku leczenia farmakologicznego możliwe są nawroty. 